# Cikorka

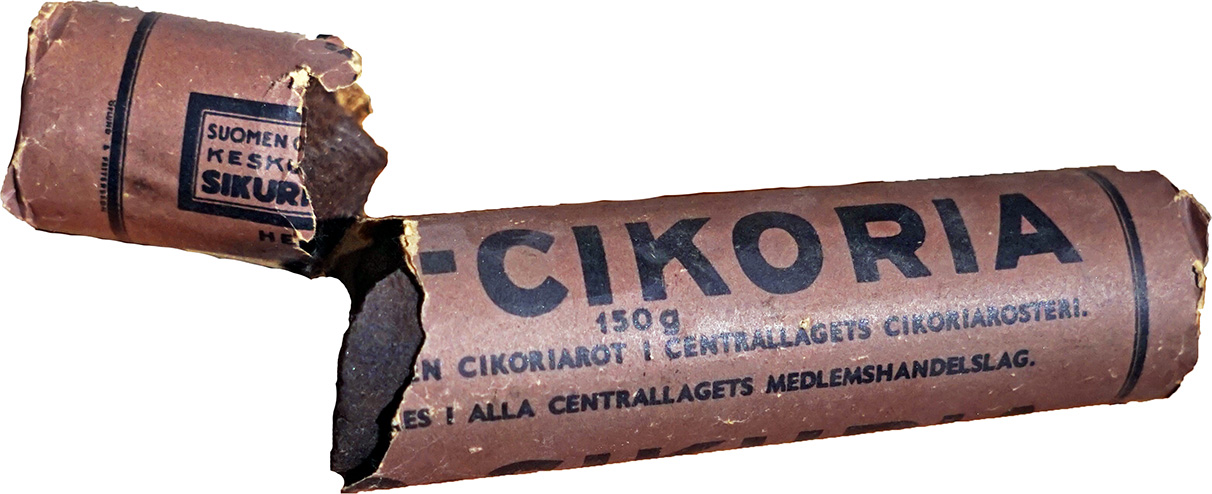
Lisovaná cikorka vyráběná v 19. století

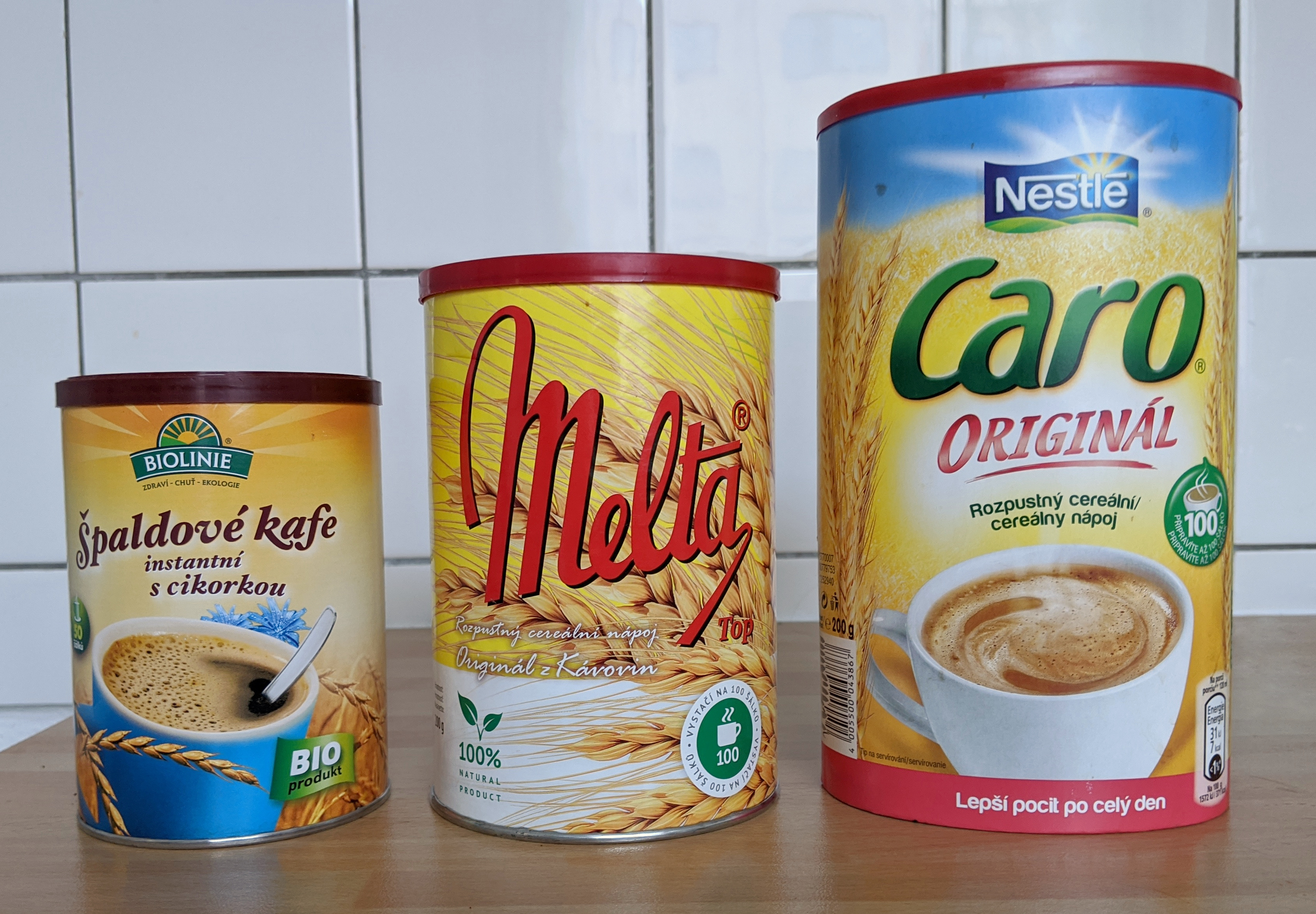
Současné instantní nápoje s kořenem čekanky v prášku

Cikorka, dříve také cikorie (z lat. Cichorium intibus prostřednictvím něm. Zichorie), je pražený drcený kořen čekanky obecné, který se od konce 17. století až dosud používá jako kávovina, tedy jedna z náhražek kávy. Na rozdíl od pravé kávy cikorka neobsahuje kofein, a tudíž je vhodná i pro děti a kojící matky. Jak barvou, tak aromatem se cikorka blíží kávě.

## Historie v Evropě
Upotřebení kořene čekanky na cikorku bylo zavedeno v kontinentální Evropě nejdříve v Holandsku a v Belgii, již kolem roku 1680, současně s pěstováním čekankových puků jako zeleniny. Výrobní technologii zdokonalili Angličané. Tato nenáročná rostlina byla velmi oblíbená v dobách hospodářských a kávových krizí, především během světových válek. Pro vylepšení chuti se většinou míchala s praženým ječmenem, cukrovou řepou, fíky nebo i s hruškami a nazývala se kávovým surrogátem (náhražkou). Technologie výroby byla v českých zemích publikována a obecně rozšířena do praxe od roku 1887, do té doby se ke zpracování dovážely cizí polotovary.

### České země
- Ferdinand Delorme (1755-1827) zřídil roku 1800 v Lochkově u Prahy první továrnu na cikorii a sušárnu na čekanku, mrkev, hrušky, obilný slad a žaludy a na další zem. plodiny potřebné k výrobě cikorky . Z Lochkova byla přenesena do Portheimky na Smíchov roku 1804.[3][4][5]
- Wilhelm Gunter z Hildesheimu si dal registrovat první výrobnu cikorky v Mochtíně u Klatov dne 30. 3. 1804. Následující rok, 24. 6. 1805 vznikla společnost Gunter-Solnický-Thelm-Parvonič, která výrobu rozšířila.[6], až do roku 1877 šlo o výrobu z importovaných polotovarů[7]
- Augustin Tschinkel (1772-1833) založil konkurenční, rovněž tzv. První českou továrnu na cikorku, roku 1806 v Chřibské, později byla provozovaná v Lovosicích; rovněž tato výroba kávových surogátů se uskutečňovala z polotovarů kořene čekanky dovážených z Německa; podle některých autorů byla založena již roku 1804[8], pozdější značka Deli

Jak se výroba cikorky dařila, ilustruje epigram českého humoristy F. J. Rubeše ze druhé čtvrtiny 19. století:
„Nač nám třeba Orientu, celé Arábie, vždyť my máme Mochtín, vivat česká cikorie.“
V roce 1862 již bylo v českých zemích registrováno 10 výrobců cikorky a kolem roku 1890 měly výrobu cikorky ve svém sortimentu již dvě desítky českých výrobců, většinou ji nabízeli společně s ostatními kávovinami, s kakaem a cukrovinkami K největším producentům patřili:
- Velimská továrna na čokoládu, cukrovinky a kávové náhražky ve Velimi, r. 1897 vedení převzal Adolf Glaser a spol.: C. a k. továrna na cikorii a fíkovou kávu v Lenešicích[10]
- Káva Kolínská - továrna na kávové náhražky v Kolíně, Řečanech a v Kladrubech
- Antonín Radímský v Novém Bydžově
- František Ladislav Souček Plotištích
- Továrna Dr. Zátky v Praze-Karlíně
- Kubath a Kincl v Plzni
- M. C. Buva syn ve Vysokém Veselí
- Hanácká továrna na cikorku a kávové náhražky, Slatinice u Olomouce, provozovali bratři Sedláčkové; po roce 1918: Továrna poživatin Klas
- továrna na "Kolbenovu cikorku" v Praze-Bubnech, v Bubenečské ulici, od 90. let 19. století ji vlastnil p. Markus, dědictvím po svém strýci Kolbenovi. Pro její výrobu se pěstovaly v Čechách celé lány čekanky.
- Balounkova cikorka v Hradci Králové

## Příprava nápoje
Nápoj se připravuje vsypáním čerstvé směsi do vroucí vody a ihned poté se nádoba odstaví, vařit se dál nesmí kvůli ztrátě chuti i vůně. Po 3 minutách se přecedí. Někdy se používala cikorka na dochucení zrnkové kávy, tedy jako přísada. Konzumovat jej je možné jak horký, tak studený. Hotový nápoj lze pak buďto pít, nebo do něj namáčet kousky pečiva, např. bábovku.
Cikorkový nápoj lze libovolně dochutit, nejčastěji se dolévá mlékem a sladí cukrem.

## Jiný význam
Výraz cikorka je ve slangové češtině užíván pro označení Romů.